# Championnat d'Irak de football 1976-1977
Navigation
Saison précédente Saison suivante
La saison 1976-1977 du Championnat d'Irak de football est la troisième édition de la première division en Irak, l' Iraqi Premier League. Elle regroupe, sous forme d'une poule unique, les treize meilleures équipes du pays qui se rencontrent une seule fois. En fin de saison, pour permettre le passage du championnat de 12 à 14 clubs, il n'y a pas de relégation et les deux meilleurs clubs de Second League, la deuxième division irakienne, sont promus.
C'est le club d'Al-Zawra'a SC, tenant du titre, qui remporte à nouveau le championnat cette saison après avoir terminé en tête du classement final, avec cinq points d'avance sur Al-Jama'a et six sur Al Shorta Bagdad. C'est le deuxième titre de champion d'Irak de l'histoire du club.
La compétition est arrêtée alors que quatre journées restent pourtant à dispute (plus de nombreux matchs en retard). Cependant, le classement au mi-chemin de la saison (après 11 matchs) est considéré comme final par la fédération irakienne.

## Les clubs participants
| - Al Tayaran Bagdad - Al Sina'a Bagdad - Al Shorta Bagdad - Al-Zawra'a SC - Al-Jama'a - Al-Iktisad | - Al-Hilla - Al Ittihad Bassora - Promu de D2 - Al Mina'a Bassora - Al-Baladiyat - Al Jaish Bagdad - Bebel FC |

## Compétition
Le barème de points servant à établir les classements se décompose ainsi :
- Victoire : 2 points
- Match nul : 1 point
- Défaite : 0 point

### Classement
| Rang | Équipe              | Pts | J  | G | N | P | Bp | Bc | Diff |
| ---- | ------------------- | --- | -- | - | - | - | -- | -- | ---- |
| 1    | Al-Zawra'a SCT      | 20  | 11 |   |   |   |    |    |      |
| 2    | Al-Jama'a           | 15  | 11 |   |   |   |    |    |      |
| 3    | Al Shorta Bagdad    | 14  | 11 |   |   |   |    |    |      |
| 4    | Al Sina'a Bagdad    | 13  | 11 |   |   |   |    |    |      |
| 5    | Al-Baladiyat        | 13  | 11 |   |   |   |    |    |      |
| 6    | Al Mina'a Bassora   | 12  | 11 |   |   |   |    |    |      |
| 7    | Al Jaish Bagdad     | 10  | 11 |   |   |   |    |    |      |
| 8    | Al Tayaran Bagdad   | 10  | 11 |   |   |   |    |    |      |
| 9    | Al Ittihad BassoraP | 8   | 11 |   |   |   |    |    |      |
| 10   | Babel FC            | 7   | 11 |   |   |   |    |    |      |
| 11   | Al-Iktsad           | 6   | 11 |   |   |   |    |    |      |
| 12   | Al-Hilla            | 4   | 11 |   |   |   |    |    |      |

|  | Champion d'Irak 1977                |
|  | T : Tenant du titre P : Promu de D2 |

## Bilan de la saison
| Championnat d'Irak de football 1976-1977 |                                  |
| Champion                                 | Al-Zawra'a SC (2e titre)         |
| Coupes et trophées                       |                                  |
| Vainqueur de la Coupe d'Irak 1976-1977   | Non disputée                     |
| Promotions et relégations                |                                  |
| Promus en Iraqi Premier League           | Thawra FC                        |
| Promus en Iraqi Premier League           | Salahaddin FC                    |
| Relégués en Iraqi Second League          | Aucun (passage de 12 à 14 clubs) |